# Margo Geer
Margo Geer, née le 17 mars 1992, est une nageuse américaine spécialiste des épreuves de sprint en nage libre.

## Palmarès

### Championnats du monde

#### Grand bassin
- Championnats du monde 2015 à Kazan (Russie) :
  -  Médaille d'or au titre du relais 4 × 100 m nage libre mixte[1]
  -  Médaille d'argent au titre du relais 4 × 100 m quatre nages mixte
  -  Médaille de bronze au titre du relais 4 × 100 m nage libre
- Championnats du monde 2019 à Gwangju (Corée du Sud) :
  -  Médaille d'argent au titre du relais 4 × 100 m nage libre[1]